# Rogelio Rueda Sánchez
Rogelio Humberto Rueda Sánchez (Manzanillo, Colima, 17 de diciembre de 1964) es un político mexicano, miembro del Partido Revolucionario Institucional, ha sido Alcalde de Manzanillo, diputado federal y senador por su estado, posteriormente recibió en el municipio de Manzanillo, Colima la notaría pública no.7. 
Rogelio Rueda Sánchez ha ocupado los cargos de secretario técnico de la comisión de ecología de la Cámara de Diputados de 1986 a 1988, secretario particular del Secretario General de Gobierno de Colima de 1989 a 1991, secretario del Ayuntamiento de MAnzanillo de 1992 a 1994, subdelegado de la Secretaría de la Reforma Agraria en Colima en 1995, Director Ejecutivo del Instituto de Administración Pública del Estado de Colima de 1995 a 1997 y de ese año a 1998 fue presidente del comité municipal del PRI en Manzanillo.
En 2000 fue elegido Presidente Municipal de Manzanillo, recuperando para su partido el cargo que estaba en posesión de la panista Martha Sosa Govea desde 1997, en 2003 solicitó licencia al cargo al ser postulado por su partido candidato a diputado federal por el II Distrito Electoral Federal de Colima, elección en la que se enfretó a Martha Sosa Govea logrando el triunfo y ocupó el cargo para la LIX Legislatura hasta 2006, ocasión en la cual fue postulado candidato a Senador en primera fórmula, nuevamente su competidora por el PAN fue Martha Sosa Govea, quién esta vez se vio favorecida y obtuvo la victoria, en consecuencia Rogelio Rueda ocupó la senaduría por el principio de primera minoría. En el Senado de la República ocupó los cargos de secretario de la comisión de Desarrollo Social e integrante de las comisiones de la Agroindustria Azucarera, de Comunicaciones y Transportes, de Energía y de Relaciones Exteriores-Asia Pacífico.
El 26 de febrero de 2009 solicitó y recibió licencia a su cargo de Senador, para registrarse el mismo día como uno de los cuatro precandidatos del PRI a Gobernador de Colima, junto a Arnoldo Ochoa González, Mario Anguiano Moreno y Héctor Michel Camarena, sin embargo renunció a la misma a favor de Mario Anguiano Moreno.
A partir del 18 de octubre de 2012 asumió el cargo de Secretario General de Gobierno del estado de Colima.